# 葡萄牙銀行
葡萄牙銀行（葡萄牙語：Banco de Portugal）是葡萄牙的中央銀行，設立於1846年11月19日。在1974年9月之後，葡萄牙銀行國有化。歷史上葡萄牙銀行是葡萄牙埃斯庫多的發行單位。葡萄牙銀行也是歐洲中央銀行的會員之一。

## 外部連結
- 官方網站 （页面存档备份，存于） （葡萄牙文）（英文）